# Phillip Wheeler
Phillip Wheeler (Rumson, Nueva Jersey, 23 de abril de 2002) es un baloncestista con doble nacionalidad, puertorriqueña y estadounidense que pertenece a la plantilla de los Philadelphia 76ers de la NBA. Con 2,03 metros de estatura, juega en la posición de alero.

## Trayectoria deportiva

### Primeros años
Nacido en Nueva Jersey, enseguida llamó la atención en su época de secundaria, y potentes universidades como Seton Hall o Providence estaban detrás de él. A nivel internacional, su nombre empezó a sonar cuando fue reclutado por la selección de Puerto Rico, al tener antecedentes boricuas, para jugar el Mundial sub-17 de Argentina en 2018. A pesar de ser un año menor que los compañeros de su equipo, se fue haciendo un hueco y tuvo su cuota de participación en semifinales y en el partido que llevaría a obtener la medalla de bronce.
Antes de su último año de Instituto, decidió convencer a sus padres y dar un cambio radical de dirección por determinadas circunstancias, saltando a otro estilo de baloncesto y dejando la NCAA a un lado. Las dudas de su elegibilidad por temas académicos, la salida de jugadores de nivel de su instituto que les daría menor exposición a nivel grupal y una conversación del ex ACB Taquan Dean con el jugador y sus padres, hicieron que dejara de lado la competición universitaria estadounidense, y se inscribiera en la Stella Azzurra Academy italiana.

### Profesional
Tras su paso por Italia, fue elegido en la quinta posición del draft de la Baloncesto Superior Nacional de Puerto Rico por los Atléticos de San Germán, donde promedió 9,4 puntos y 3,5 rebotes por partido.
El 27 de enero de 2021 fichó por el Gimnasia Indalo de la Liga Nacional de Básquet argentina, donde disputó 13 partidos, promediando 5,0 puntos y 1,8 rebotes. En octubre de ese mismo mes realizó una prueba con los Rio Grande Valley Vipers de la G League estadounidense, donde jugó dos partidos antes de ser recolocado en los Mexico City Capitanes, quienes los despidieron tras jugar seis partidos en enero de 2022. Fichó posteriormente con los Piratas de Quebradillas de la BSN, equipo con los que alternó su participación en verano con equipos de la G League una vez acabada la competición puertorriqueña.
El 26 de marzo de 2025 firmó un contrato de diez días con los Philadelphia 76ers de la NBA, debutando esa misma noche ante los Washington Wizards, consiguiendo 4 puntos, 4 rebotes y 2 asistencias en 15 minutos en cancha.

## Estadísticas de su carrera en la NBA

### Temporada regular
| Año     | Equipo       | PJ | PT | MPP | %TC  | %3P  | %TL   | RPP | APP | ROB | TPP | PPP |
| ------- | ------------ | -- | -- | --- | ---- | ---- | ----- | --- | --- | --- | --- | --- |
| 2024-25 | Philadelphia | 5  | 0  | 8.9 | .143 | .000 | 1.000 | 1.6 | .4  | .2  | .4  | 1.6 |
| Total   | Total        | 5  | 0  | 8.9 | .143 | .000 | 1.000 | 1.6 | .4  | .2  | .4  | 1.6 |